# Narycia prolidias
Narycia prolidias är en fjärilsart som beskrevs av Oswald Beltram Lower 1903. Narycia prolidias ingår i släktet Narycia och familjen säckspinnare. Inga underarter finns listade i Catalogue of Life.